# Diamphipnopsis
Diamphipnopsis is een geslacht van steenvliegen uit de familie Diamphipnoidae. De wetenschappelijke naam van het geslacht is voor het eerst geldig gepubliceerd in 1960 door Illies.

## Soorten
Diamphipnopsis omvat de volgende soorten:
- Diamphipnopsis beschi Illies, 1960
- Diamphipnopsis samali Illies, 1960